# Ciclo calíptico
O ciclo ou período calíptico foi criado pelo astrônomo Cálipo de Cízico, em 330 a.C. Até então, os gregos utilizavam o ciclo metónico, mas Cálipo modificou este período, com uma correção a cada 4 desses ciclos, perfazendo um período de 76 anos, conhecido como período calíptico, fazendo o ano médio, neste ciclo, valer 365,25 dias, muito mais próximo ao ano trópico verdadeiro. Os babilônios adotaram essas correções 50 anos depois.
Os povos antigos calculavam o tempo pelo calendário lunissolar, em que em alguns anos tinham doze meses e em outros anos treze. Este tipo de calendário era usado pelos antigos hebreus, conforme I Samuel 20:5, I Samuel 20:18, I Samuel 20:24 e I Samuel 20:27. Três astrônomos gregos aperfeiçoaram a astronomia e retificaram o cálculo do tempo, Meton, Cálipo e Hiparco. Apesar de Hiparco ter florescido cerca de noventa a cem anos antes da reforma do calendário por Júlio César, seu astrônomo Sosígenes adotou os cálculos de Cálipo para estabelecer a duração do ano no calendário juliano.
O ciclo determinado por Cálipo consiste de setenta e seis anos, com o total de 27 759 dias, o mesmo número que tem 76 anos do calendário juliano. Neste ciclo de setenta e seis anos, ocorrem 940 lunações, com uma média de {\displaystyle 29{\frac {499}{940}}\,} dias para o mês sinódico, valor 22 segundos maior que o real. Dos 940 meses, 441 são meses de 29 dias, e 499 de trinta dias. Destes 76 anos, 48 são anos de doze meses lunares, e 28 são anos embolísticos, com treze meses.
Os três ciclos, de Meton, Cálipo e Hiparco, tinham por principal objetivo a determinação de um calendário lunissolar. Seus períodos eram, respectivamente, 19 anos para 6940 dias, setenta e seis anos para 27 759 dias e 304 anos para 111 035 dias.